# Njuollajaure
Njuollajaure är en sjö i Arvidsjaurs kommun i Lappland och ingår i Byskeälvens huvudavrinningsområde. Sjön har en area på 0,103 kvadratkilometer och ligger 434 meter över havet. Njuollajaure ligger i Byskeälven Natura 2000-område.

## Delavrinningsområde
Njuollajaure ingår i det delavrinningsområde (729929-164309) som SMHI kallar för Mynnar i Västra Kikkejaure. Medelhöjden är 460 meter över havet och ytan är 70,54 kvadratkilometer. Det finns inga avrinningsområden uppströms utan avrinningsområdet är högsta punkten. Vattendraget som avvattnar avrinningsområdet har biflödesordning 2, vilket innebär att vattnet flödar genom totalt 2 vattendrag innan det når havet efter 171 kilometer. Avrinningsområdet består mestadels av skog (88 procent) och sankmarker (10 procent). Avrinningsområdet har 0,43 kvadratkilometer vattenytor vilket ger det en sjöprocent på 0,6 procent.